# アイポッパー
アイポッパー (Eye Popper) とは日本中央競馬会に登録されていた競走馬である。2006年のステイヤーズステークス、2007年の阪神大賞典の優勝馬。愛馬会法人サンデーレーシングの所有馬で、募集時の価格は1600万円。馬名の意味は英語で「目玉が飛び出すほどわくわくするもの」。

## 戦績

### 3歳
体質の弱さからデビューは遅れ、デビューを果たしたのは2003年6月の函館・3歳未勝利であった。初戦は出遅れながらも2着に入り、2戦目で初勝利を挙げた。続く3歳上500万下2着の後は芝に転向。4戦目の阪神・3歳上500万下2着以降は芝のレースを使い続けている。同年10月、5戦目の京都・3歳上500万下で2勝目を挙げた。1000万下昇級初戦の八瀬特別でナムラサンクスの2着に敗れたが、続く中京・天竜川特別ではスタートで出遅れたが4馬身差で3勝目を挙げた。

### 4歳
2004年、初の関東への遠征となった迎春ステークスでは1番人気に支持されるも4着に敗れた（これまでのレースでは常に連対を果たしており、8戦目で初めて連対を外したことになる）。その後短期放牧を経て、5月・烏丸ステークスを制してオープン入りした。
オープン入り初戦の目黒記念では1番人気に推されたが、5着に敗れた。その後は北海道ノーザンファームへリフレッシュ放牧に出された。10月、準オープンに降級し比叡ステークスで復帰するもメイショウカチドキの2着に敗れた。次戦の古都ステークスで翌年の天皇賞（秋）を制することになるヘヴンリーロマンスやサクラセンチュリー、エアセレソンら後の重賞勝ち馬を抑えて勝利、再びオープン入りを果たした。

### 5歳
2005年、万葉ステークスでファストタテヤマやチャクラを退けて2連勝し、長距離戦線における常連的存在として定着した。2度目の重賞挑戦となった阪神大賞典ではマイソールサウンドの2着となった。そして天皇賞（春）で初めてGIに挑戦し、有力馬が挙って崩れる中、中団から進出するレースで3着に入った。
秋には日本馬として初めてオーストラリア遠征を行った。遠征初戦のコーフィールドカップではその年のシンガポール航空インターナショナルカップ優勝馬マミファイを直線競り落とすも、ゴール寸前でレイリングスに差し切られて2着に終わった。この惜敗で現地の評価の高まったアイポッパーであったが、続くメルボルンカップでは12着と惨敗した。帰国後は予備登録のあった香港ヴァーズを回避して全休、来シーズンに備えることになった。

### 6歳
2006年、阪神大賞典、天皇賞（春）と長距離路線を歩んでいくがディープインパクトにはばまれ好成績を残すことはできず、それぞれ6着、4着に終わった。続く目黒記念ではトップハンデを背負いながらポップロックの僅差の2着に食い込むが、宝塚記念では苦手の道悪もあってシンガリ負けを喫した。
再びしばしの休養のあと、京都大賞典から始動するが6着に敗れた。しかし、アルゼンチン共和国杯で2着に入るとステイヤーズステークスではオリビエ・ペリエの騎乗で1.7倍の人気にこたえて勝利、重賞挑戦12戦目で初の重賞勝利を挙げた。その後有馬記念出走が表明されるが裂蹄のため回避、翌年の天皇賞を目標に調整されることになった。

### 7歳
2007年の阪神大賞典では、武豊を背に先行策からゴール前で1番人気のドリームパスポートを抑えて優勝し重賞2連勝を果たした。続く天皇賞（春）では鞍上に安藤勝己を迎え（武はアドマイヤムーンに騎乗するべく香港に遠征したため不在）、二冠馬メイショウサムソンや前年のメルボルンカップ勝ち馬デルタブルースらを抑えて1番人気に推された。しかし、スタートで出負けし、メイショウサムソンの4着に終わった。レース後に左第1指骨剥離骨折が判明し、休養を余儀なくされた。11月に栗東に帰厩したものの馬インフルエンザに感染する不運も重なり、結局、2007年の後半は全休することになった。

### 8歳
2008年の京都記念で復帰するが最下位の16着に終わった。続く阪神大賞典では一変し、アドマイヤジュピタの2着に入った。4度目の挑戦となった天皇賞（春）では11着と惨敗したものの、続く目黒記念はトップハンデを背負いながらホクトスルタンの5着に健闘した。夏場はノーザンファームでリフレッシュ放牧、9月16日に栗東に帰厩した。迎えた秋初戦、京都大賞典では内から伸びて3着に入った。その後香港ヴァーズ、香港カップの予備登録を行ったが左後脚の裂蹄が悪化したことから回避した。左後脚の裂蹄は回復したものの負担がかかっていた両前脚の蹄を痛め、さらにそれを庇って右後脚の蹄を痛めることとなった。その後療養のため山元トレーニングセンターへ放牧に出されたが右後脚は重度の蹄葉炎を発症しており、さらに左後脚にも蹄葉炎を発症し起立不能の状態に陥った。引退が決まった矢先の11月26日、回復の見込みがないとして安楽死の措置が採られ、同日付で競走馬登録を抹消された。

## 競走成績
| 年月日 | 年月日 | 年月日 | 競馬場 | 競走名          | 格       | 頭 数 | 枠 番 | 馬 番 | オッズ （人気） | 着順 | 騎手     | 斤 量 | 距離（馬場）  | タイム（上り3F） | 時計 差 | 勝ち馬/（2着馬）       |
| 2003   | 6.     | 22     | 函館   | 3歳未勝利       |          | 13    | 7     | 11    | 18.6（6人）     | 02着 | 藤田伸二 | 56    | ダ1700m（良） | 1.48.8（39.0）   | 0.0     | アーケアアイガー       |
|        | 7.     | 5      | 函館   | 3歳未勝利       |          | 7     | 1     | 1     | 01.2（1人）     | 01着 | 藤田伸二 | 56    | ダ1700m（不） | 1.47.1（36.7）   | -0.4    | （ジョーロングラン）   |
|        | 8.     | 30     | 札幌   | 3歳500万下      |          | 11    | 4     | 4     | 05.0（3人）     | 02着 | 藤田伸二 | 54    | ダ2400m（良） | 2.36.4（41.2）   | 0.6     | レストオブセール       |
|        | 9.     | 28     | 阪神   | 3歳500万下      |          | 15    | 4     | 6     | 04.3（2人）     | 02着 | 安藤勝己 | 54    | 芝2500m（良） | 2.34.7（34.9）   | 0.1     | ビワワールド           |
|        | 10.    | 18     | 京都   | 3歳500万下      |          | 18    | 5     | 10    | 01.6（1人）     | 01着 | 藤田伸二 | 54    | 芝2400m（良） | 2.25.5（34.3）   | -0.7    | （アサカユウキ)        |
|        | 11.    | 22     | 京都   | 八瀬特別        | 1000万下 | 12    | 7     | 10    | 02.4（1人）     | 02着 | 藤田伸二 | 55    | 芝2400m（良） | 2.27.2（35.2）   | 0.0     | ナムラサンクス         |
|        | 12.    | 13     | 中京   | 天竜川特別      | 1000万下 | 11    | 5     | 5     | 01.3（1人）     | 01着 | 藤田伸二 | 56    | 芝2500m（良） | 2.33.7（34.6）   | -0.7    | （プロンタテヤマ）     |
| 2004   | 1.     | 18     | 中山   | 迎春S           | 1600万下 | 9     | 3     | 3     | 01.4（1人）     | 04着 | 藤田伸二 | 56    | 芝2500m（良） | 2.33.0（35.4）   | 0.1     | ミッキーベル           |
|        | 5.     | 2      | 京都   | 烏丸S           | 1600万下 | 12    | 1     | 1     | 02.4（1人）     | 01着 | 藤田伸二 | 57    | 芝2400m（良） | 2.26.9（34.1）   | -0.3    | （ダディーズドリーム） |
|        | 5.     | 22     | 東京   | 目黒記念        | GII      | 18    | 7     | 14    | 04.5（1人）     | 05着 | 藤田伸二 | 55    | 芝2500m（稍） | 2.31.0（35.5）   | 0.5     | チャクラ               |
|        | 10.    | 23     | 京都   | 比叡S           | 1600万下 | 7     | 1     | 1     | 01.8（1人）     | 02着 | 安藤勝己 | 57    | 芝2400m（良） | 2.27.6（33.8）   | 0.2     | メイショウカチドキ     |
|        | 11.    | 21     | 京都   | 古都S           | 1600万下 | 11    | 1     | 1     | 01.9（1人）     | 01着 | 藤田伸二 | 58    | 芝2200m（良） | 2.17.4（33.1）   | -0.1    | （ヘヴンリーロマンス） |
| 2005   | 1.     | 8      | 京都   | 万葉S           | OP       | 9     | 3     | 3     | 01.6（1人）     | 01着 | 藤田伸二 | 56    | 芝3000m（良） | 3:09.1（34.4）   | -0.3    | （チャクラ）           |
|        | 3.     | 20     | 阪神   | 阪神大賞典      | GII      | 10    | 1     | 1     | 01.9（1人）     | 02着 | 藤田伸二 | 57    | 芝3000m（良） | 3.06.3（34.8）   | 0.1     | マイソールサウンド     |
|        | 5.     | 1      | 京都   | 天皇賞（春）    | GI       | 18    | 7     | 13    | 07.9（4人）     | 03着 | 藤田伸二 | 58    | 芝3200m（良） | 3.16.7（34.5）   | 0.2     | スズカマンボ           |
|        | 10.    | 15     | 豪州   | コーフィールドC | G1       | 18    |       | 4     | 0000（-人）     | 02着 | 藤田伸二 | 54    | 芝2400m（良） | 2.27.9(不明)     | クビ    | Railings               |
|        | 11.    | 1      | 豪州   | メルボルンC     | G1       | 24    |       | 6     | 0000（-人）     | 12着 | 藤田伸二 | 54    | 芝3200m（稍） | 3.02.9(不明)     | 1.2     | Makybe Diva            |
| 2006   | 3.     | 19     | 阪神   | 阪神大賞典      | GII      | 9     | 8     | 9     | 23.3（4人）     | 05着 | 安藤勝己 | 57    | 芝3000m（稍） | 3.11.4（39.2）   | 2.6     | ディープインパクト     |
|        | 4.     | 30     | 京都   | 天皇賞（春）    | GI       | 17    | 7     | 14    | 47.4（7人）     | 04着 | 福永祐一 | 58    | 芝3200m（良） | 3.14.9（34.1）   | 1.5     | ディープインパクト     |
|        | 5.     | 28     | 東京   | 目黒記念        | GII      | 17    | 4     | 8     | 03.7（2人）     | 02着 | 武豊     | 57.5  | 芝2500m（稍） | 2.33.1（35.6）   | 0.0     | ポップロック           |
|        | 6.     | 25     | 京都   | 宝塚記念        | GI       | 13    | 3     | 3     | 46.4（7人）     | 13着 | 藤田伸二 | 58    | 芝2200m（良） | 2.15.2（37.2）   | 2.2     | ディープインパクト     |
|        | 10.    | 8      | 京都   | 京都大賞典      | GII      | 11    | 8     | 11    | 06.3（3人）     | 05着 | 和田竜二 | 57    | 芝2400m（良） | 2.31.9（33.3）   | 0.4     | スイープトウショウ     |
|        | 11.    | 5      | 東京   | ア共和国杯      | GII      | 14    | 3     | 4     | 04.4（2人）     | 02着 | 横山典弘 | 58    | 芝2500m（良） | 2.31.0（34.8）   | 0.0     | トウショウナイト       |
|        | 12.    | 2      | 中山   | ステイヤーズS   | GII      | 12    | 5     | 6     | 01.7（1人）     | 01着 | O.ペリエ | 57    | 芝3600m（良） | 3.43.4（35.3）   | -0.5    | （トウカイトリック）   |
| 2007   | 3.     | 18     | 阪神   | 阪神大賞典      | GII      | 11    | 8     | 10    | 04.5（2人）     | 01着 | 武豊     | 58    | 芝3000m（良） | 3.08.3（34.3）   | 0.0     | （ドリームパスポート） |
|        | 4.     | 29     | 京都   | 天皇賞（春）    | GI       | 16    | 4     | 8     | 03.8（1人）     | 04着 | 安藤勝己 | 58    | 芝3200m（良） | 3.14.2（34.2）   | 0.1     | メイショウサムソン     |
| 2008   | 2.     | 23     | 京都   | 京都記念        | GII      | 16    | 6     | 11    | 27.7（7人）     | 15着 | 藤田伸二 | 58    | 芝2200m（良） | 2.15.5（36.3）   | 1.9     | アドマイヤオーラ       |
|        | 3.     | 23     | 阪神   | 阪神大賞典      | GII      | 13    | 2     | 2     | 14.4（5人）     | 02着 | 藤田伸二 | 58    | 芝3000m（良） | 3.09.1（34.8）   | 0.4     | アドマイヤジュピタ     |
|        | 5.     | 4      | 京都   | 天皇賞（春）    | GI       | 14    | 7     | 12    | 16.3（8人）     | 11着 | 藤田伸二 | 58    | 芝3200m（良） | 3.16.7（36.2）   | 1.6     | アドマイヤジュピタ     |
|        | 6.     | 1      | 東京   | 目黒記念        | JpnII    | 18    | 2     | 3     | 18.5（4人）     | 05着 | 藤田伸二 | 58.5  | 芝2500m（良） | 2.32.5（36.5）   | 0.6     | ホクトスルタン         |
|        | 10.    | 12     | 京都   | 京都大賞典      | GII      | 10    | 3     | 3     | 18.1（7人）     | 03着 | 上村洋行 | 57    | 芝2400m（良） | 2.27.0（34.3）   | 0.1     | トーホウアラン         |

## 特徴
同じサッカーボーイ産駒であるナリタトップロードやヒシミラクル同様、長距離戦で力を発揮する典型的なステイヤーであり、芝のレースを使い始めて以降は2004年古都ステークスと2006年宝塚記念、2008年京都記念を除いて芝2400m以上のレースを使われていた。長距離戦線の最高峰である天皇賞（春）に2005年から2008年まで4年連続で参戦しており、05年以降は長距離重賞の常連として活躍していた。
2007年阪神大賞典後に騎乗した武豊が「非常に乗りやすい馬」と述べたように折り合いの不安がなく、最速上がり3ハロンを国内29戦中12戦で記録し、ある程度の決め手は持っていた一方で、重賞で度々惜敗しているように前を捉えきれない詰めの甘さも併せ持っていた。
道悪を極端に苦手にしており、大雨の中行われた2006年宝塚記念や散水が行われた2006年メルボルンカップで惨敗している。

## 蹄の弱さ
父・サッカーボーイ同様蹄に弱さを持っており、特に空気が乾燥する冬場は例年裂蹄に悩まされていた（実はこれがアイポッパーの命を奪う蹄葉炎を発症する原因になった）。保湿のため、厩務員が毎日信楽産の陶芸用粘土を蹄に塗りこんでいた。

## 血統表
| アイポッパーの血統           | アイポッパーの血統                                            | アイポッパーの血統           | （血統表の出典）             | （血統表の出典） |
| 父系                         | ファイントップ系                                              | ファイントップ系             | ファイントップ系             | [ § 2 ]          |
| 父 サッカーボーイ1985 栃栗毛 | 父の父*ディクタス Dictus 1967 栗毛 フランス                   | Sanctus                      | Fine Top                     | Fine Top         |
| 父 サッカーボーイ1985 栃栗毛 | 父の父*ディクタス Dictus 1967 栗毛 フランス                   | Sanctus                      | Sanelta                      |                  |
| 父 サッカーボーイ1985 栃栗毛 | 父の父*ディクタス Dictus 1967 栗毛 フランス                   | Doronic                      | Worden                       | Worden           |
| 父 サッカーボーイ1985 栃栗毛 | 父の父*ディクタス Dictus 1967 栗毛 フランス                   | Doronic                      | Dulzetta                     |                  |
| 父 サッカーボーイ1985 栃栗毛 | 父の母ダイナサッシュ 1979 鹿毛                                | *ノーザンテースト            | Northern Dancer              | Northern Dancer  |
| 父 サッカーボーイ1985 栃栗毛 | 父の母ダイナサッシュ 1979 鹿毛                                | *ノーザンテースト            | Lady Victoria                |                  |
| 父 サッカーボーイ1985 栃栗毛 | 父の母ダイナサッシュ 1979 鹿毛                                | *ロイヤルサッシュ            | Princely Gift                | Princely Gift    |
| 父 サッカーボーイ1985 栃栗毛 | 父の母ダイナサッシュ 1979 鹿毛                                | *ロイヤルサッシュ            | Sash of Honour               |                  |
| 母 サンデーアイ 1997 青鹿毛  | 母の父*サンデーサイレンス Sunday Silence 1986 青鹿毛 アメリカ | Halo                         | Hail to Reason               | Hail to Reason   |
| 母 サンデーアイ 1997 青鹿毛  | 母の父*サンデーサイレンス Sunday Silence 1986 青鹿毛 アメリカ | Halo                         | Cosmah                       |                  |
| 母 サンデーアイ 1997 青鹿毛  | 母の父*サンデーサイレンス Sunday Silence 1986 青鹿毛 アメリカ | Wishing Well                 | Understanding                | Understanding    |
| 母 サンデーアイ 1997 青鹿毛  | 母の父*サンデーサイレンス Sunday Silence 1986 青鹿毛 アメリカ | Wishing Well                 | Mountain Flower              |                  |
| 母 サンデーアイ 1997 青鹿毛  | 母の母*ヒコ 1979 Hico 鹿毛                                    | Nijinsky II                  | Northern Dancer              | Northern Dancer  |
| 母 サンデーアイ 1997 青鹿毛  | 母の母*ヒコ 1979 Hico 鹿毛                                    | Nijinsky II                  | Flaming Page                 |                  |
| 母 サンデーアイ 1997 青鹿毛  | 母の母*ヒコ 1979 Hico 鹿毛                                    | Funny Funny Ache             | Jester                       | Jester           |
| 母 サンデーアイ 1997 青鹿毛  | 母の母*ヒコ 1979 Hico 鹿毛                                    | Funny Funny Ache             | Bounced                      |                  |
| 母系(F-No.)                  | 9号族(FN:9-b)                                                 | 9号族(FN:9-b)                | 9号族(FN:9-b)                | [ § 3 ]          |
| 5代内の近親交配              | Northern Dancer 4 x 4 12.50%                                  | Northern Dancer 4 x 4 12.50% | Northern Dancer 4 x 4 12.50% | [ § 4 ]          |
| 出典                         | 1. 2. 3. 4.                                                   | 1. 2. 3. 4.                  | 1. 2. 3. 4.                  | 1. 2. 3. 4.      |

- 弟：インマイアイズ（父・サクラバクシンオー、6勝）